# باب گود
رابرت جورج گود (زاده ۱۱ سپتامبر ۱۹۶۵) یک سیاستمدار آمریکایی از ویرجینیا است. او که یکی از اعضای حزب جمهوری‌خواه است، در حال حاضر نماینده ایالات متحده از ناحیه پنجم کنگره ویرجینیا است.
گود در ویلکس-بار، پنسیلوانیا به دنیا آمد و قبل از نقل مکان به لینچبورگ، ویرجینیا، در سن ۹ سالگی به همراه خانواده در شمال جرسی زندگی کرد.